# ری بولگر
ری بولگر (انگلیسی: Raymond Wallace "Ray" Bulcao؛ ۱۰ ژانویهٔ ۱۹۰۴ – ۱۵ ژانویهٔ ۱۹۸۷) یک هنرپیشه اهل ایالات متحده آمریکا بود.

## بخشی از فیلمشناسی
- زیگفلد کبیر (۱۹۳۶)
- جادوگر شهر از (۱۹۳۹)
- سانی (۱۹۴۱)